# María Valverde Rodríguez
María Valverde Rodríguez (Madrid, 24 de març de 1987) és una actriu espanyola guanyadora d'un premi Goya a la millor actriu revelació.
Ha protagonitzat les pel·lícules "Tres metros sobre el cielo" i "Tengo ganas de ti" basades en les novel·les de l'escriptor italià Federico Moccia. Més recentment ha participat en les pel·lícules Madrid 1987, al costat de José Sacristán, Exodus amb Christian Bale o Gernika. El televisió, el 2012 protagonitzà la sèrie La fuga i el 2014 Hermanos.
Valverde està casada del del 2017 amb el director d'orquestra Gustavo Dudamel.

## Filmografia

### Cinema
| Llargmetratges - La flaqueza del bolchevique (2003) - Fuera del cuerpo (2004) - Vorvik (2005) - Melissa P. (2005) - Los borgia (2006) - Ladrones (2007) - El rey de la montaña (2007) - El hombre de arena (2007) - La dona de l'anarquista (2008) - Cracks (2009) - Tres metros sobre el cielo (2010) - Madrid, 1987 (2010) - Tengo ganas de ti (2012) - A puerta fría (2012) - Libertador (2013) - La mula (2013) - Broken Horses (2014) - Exodus: Gods and Kings (2014) - La Carga (2014) - Ara o mai (2015) - Galápagos (2015) - Ali & Nino (2015) - Gernika (2015) - La nostra vida a la Borgonya (2017) | Curtmetratges - Cuando nadie nos mira (2004) - Válido para un baile (2006) - Las lágrimas del cisne (2007) - Tu y yo (2014) - A lonely sun story (2014) |

### Televisió
- Nada x aquí (2006)
- La fuga (2012)
- Hermanos (2014)

## Premis i nominacions
| Any  | Premi                                             | Categoria                       | Títol                       | Resultat   |
| ---- | ------------------------------------------------- | ------------------------------- | --------------------------- | ---------- |
| 2004 | Premi Cercle d'Escriptors Cinematogràfics,Espanya | Premi revelació                 | La flaqueza del bolchevique | Guanyadora |
| 2004 | Premis Goya                                       | Millor actriu revelació 2004 -  | La flaqueza del bolchevique | Guanyadora |
| 2004 | Premis de la Unió de Actors                       | Millor actriu                   | La flaqueza del bolchevique | Nominada   |
| 2008 | Festival Screamfest de Califòrnia (EUA)           | Millor actriu                   | El rey de la montaña        | Guanyadora |
| 2008 | Premis Turia                                      | Millor actriu                   | Ladrones                    | Guanyadora |
| 2013 | Fotogramas de Plata                               | Intèrpret més buscat a Internet |                             | Guanyadora |
| 2014 | Fotogramas de Plata                               | Intèrpret més buscat a Internet |                             | Nominada   |

Altres premis
- Premi Chica Men's Health (2013)
- Premi Faro joven en el Festival de cinema d'Alfàs del Pi (2013)
- Premi a la millor actriu el Festival Camino de Santiago por A puerta fría (2013)
- Premi Celebrities Awards a la millor actriu de cinema (2013)
- Premi cosmopolitan Fun Fearless Female a la millor actriu de cinema (2012)
- Premi Gredos (2012)
- Premi Augurio Sita Murt en el Zoom Festival Europeu de Cinema per la Televisió (2010)
- Trajectòria jove en el X Festival de Albacete- Abycine, (2008)
- Halcón Maltés en los XVII Premis Turia como millor actriu por "Ladrones", (2008)
- Millor actriu revelació de cinema, Premis Pétalo, Cosmopolitan TV, (2007)
- Millor actriu, IV Premis Top Glamour, (2006)
- Reconeixement com a Jove actriu, promesa en el VI Festival "Mujeres de Cine" de Granada, (2006)
- Rostre més bell del cinema espanyol de Max Factor en el Festival de Cinema de San Sebastià, (2005)
- Rostre més bell del cinema espanyol de la Revista Glamour, (2004)
- Premi Tentaciones (El País) por "La flaqueza del Bolchevique", (2003)
- Millor actriu revelació per La Gaceta Universitaria EME per "La flaqueza del Bolchevique", (2003)